# Izabela Filipiak
Izabela Filipiak (Gdynia, 1961) es una escritora, ensayista, columnista y académica polaca.

## Biografía
Debutó a principios de los años 90 como una de las figuras más destacadas de la vida literaria polaca. En sus cuentos y ensayos, promovía la nueva literatura en la Polonia democrática, abierta a voces previamente excluidas del discurso cultural. Su novela Absolutna Amnezja, publicada en 1995, critica el pasado comunista desde el punto de vista de mujeres jóvenes socialmente inadaptadas. El libro mezcla representaciones satíricas de escuelas autoritarias y familias disfuncionales con acontecimientos históricos del período anterior a Solidaridad (Polonia) y analiza que la educación rompe el ánimo de las niñas mediante una elaborada aplicación de dobles estándares. Cuando los críticos atacaron la novela, Maria Janion, la reconocida historiadora literaria, acudió en su ayuda, iniciando así el gran debate sobre la ausencia del feminismo en la tradición cultural polaca.
Desde finales de los años 90, Filipiak impartía clases de escritura creativa en el departamento de estudios de género de la Universidad de Varsovia y en la Facultad de Artes y Letras de la Universidad Jagellónica de Cracovia. Publicó un manual de escritura creativa, Tworcze Pisanie dla Mlodych Panien, dirigida principalmente a escritoras y a hombres inspirados en abrazar su feminidad interior. Escribió la introducción a la primera traducción de Una habitación propia de Virginia Woolf. En 1997, salió del armario como lesbiana en la edición polaca de Cosmopolitan y en la televisión nacional. Afirmó que salir del armario mejoró tanto su vida personal como su carrera, ya que comenzó a escribir columnas para revistas de primer nivel. A partir del año 2000, su tono se volvió más crítico y empezó a hablar sobre el aumento del populismo y la homofobia en Polonia. Estas columnas finalmente se publicaron en la colección Kultura Obrazonych, pero en 2003 Filipiak dejó de tener encargos de prensa. Ella vincula este giro de los acontecimientos con la movilización de la derecha cristiana al entrar Polonia en la Unión Europea.
En 2003, Filipiak fue a la Universidad de California en Berkeley en calidad de académica visitante en el Instituto de Estudios Eslavos, de Europa del Este y Euroasiáticos y académica afiliada en el Grupo de Investigación Beatrice M. Bain. En 2005, con el apoyo de su mentora Maria Janion, completó su doctorado en la Academia Polaca de Ciencias en Varsovia, pero su tesis sobre las aplicaciones políticas y artísticas de las figuras transgénero en el modernismo de Europa del Este fue considerada subversiva por académicos consagrados. Entre 2002 y 2006, Filipiak publicó un volumen de poesía (Madame Intuita ), una obra de teatro (El libro de Em) basada en la vida de Maria Komornicka, una figura atormentada del modernismo polaco, y se publicó una tercera edición de Absolutna Amnezja. Aún excluida de las corrientes mayoritarias, la escritora decidió quedarse en Estados Unidos. En 2009, obtuvo un MFA en ficción del Mills College de California y luego regresó a Polonia al aceptar un puesto en el Departamento de Estudios Americanos de la Universidad de Gdańsk.
Desde 2010, Filipiak ha sido presidenta de la Writers for Peace Foundation, cuyos objetivos son apoyar las voces de las minorías y mantener una red de artistas preocupados por las cuestiones de los grupos marginados. En el otoño de 2010, Writers for Peace se enfrentó al SKM, el tren de cercanías local, por la falta de accesibilidad.
Filipiak se especializa en el tema de la exclusión, el desplazamiento, el duelo (y la falta de fórmulas para su expresión pública para los homosexuales), documentando estilos de resistencia radical a la exclusión social y cultural, la ironía y el humor negro, la deuda, la guerra y la privatización.

## Trabajos publicados
- Cuentos: Śmierć i espirala Wrocław: A, 1992,ISBN 83-900598-2-7
- Novela: Absolutna amnezja (primera edición Poznań: Obserwator, 1995,ISBN 83-901720-9-7; 2ª edición Varsovia: PIW, 1998,ISBN 83-06-02663-2; 3ª edición Varsovia: tCHu, 2006,ISBN 83-89782-14-6)
- Memoria: Niebieska menażeria (Warszawa: ¡Enfermo!, 1997ISBN 83-86056-26-6
- Ensayos sobre escritura creativa: Twórcze pisanie dla młodych panien Warszawa: WAB, 1999,ISBN 83-88221-05-1
- Poesía Madame Intuita (1ª edición Warszawa: Nowy Świat, 2002,ISBN 83-88576-81-X; 2ª edición, incluida la trans. por Alessandro Amenta, Salerno: Heimat EdizioniISBN 978-88-95108-03-2
- Política; no ficción: Kultura obrażonych  (Warszawa: WAB, 2003,ISBN 83-89291-20-7
- Novela: Alma (Cracovia: Wydawnictwo Literackie, 2003,ISBN 83-08-03486-1
- Obra de teatro: Księga Em (Varszawa: tCHu, 2005,ISBN 83-89782-12-X
- Historias seleccionadas: Magia oko. Cebrana Opowiadania (Warszawa: WAB 2006,ISBN 83-7414-237-5 ,ISBN 978-83-7414-237-3
- Obszary odmienności. Rzecz o Marii Komornickiej estudios de género; modernismo, no ficción (Warszawa: tCHu, 2005,ISBN 83-89782-12-X